# Айгубов, Садрудин Занкуевич
Садрудин Занкуевич Айгубов (29 июня 1974; с. Цолода, Ахвахский район, Дагестанская АССР, РСФСР, СССР) — российский борец и тренер по вольной борьбе школы имени Гамида Гамидова в Махачкале. 

## Карьера
С 2001 года работает тренером в Махачкале в школе имени Гамида Гамидова (бывший «Урожай»). Является тренером-преподавателем высшей квалификационной категории. Является депутатом Народного собрания Республики Дагестан 7 созыва от Ахвахского района, работает в комитете по культуре, делам молодёжи, спорту и туризму, член партии «Единая Россия». 

## Известные воспитанники
- Рашидов, Гаджимурад Газигандович — бронзовый призёр Олимпийских игр;
- Гаджиев, Нурмагомед Муртазалиевич — призёр чемпионатов Европы;
- Омаров, Гаджимурад Омарович — обладатель Кубка мира в команде;
- Мусалалиев, Арсен-Али Нуридинович — призёр чемпионата России;
- Магомедсаидов, Гаджимурад — чемпион Европы среди юниоров;
- Османов, Гамзат Османович — чемпион Европы среди кадетов;

## Личная жизнь
По национальности — аварец. В 2000 году окончил Дагестанский государственный университет. 